# Dolno Izvorovo, Stara Zagora
Dolno Izvorovo (în bulgară Долно Изворово) este un sat în comuna Kazanlăk, regiunea Stara Zagora,  Bulgaria. 

## Demografie
Componența etnică a satului Dolno Izvorovo
     Nicio identificare (8,68%)
     Turci (29,02%)
     Bulgari (59,51%)
     Romi (0,55%)
     Altele (2,21%)
La recensământul din 2011, populația satului Dolno Izvorovo era de 541 locuitori. Din punct de vedere etnic, majoritatea locuitorilor (59,51%) erau bulgari, cu o minoritate de turci (29,02%). Pentru 8,68% din locuitori nu este cunoscută apartenența etnică.